# Suhmata
Suhmata (en arabe : سحماتا)  était un village de Palestine mandataire, situé à 25 km au nord-est d’Acre. Il a été dépeuplé par la brigade Golani pendant la guerre israélo-arabe de 1948.

## Histoire ancienne et médiévale
Un réservoir d’eau souterrain et une grotte servant de cimetière datant apparemment de l’empire romain ont été trouvés sur le site,. Une construction (rebâtie dans la deuxième moitié du XVIIIe siècle par  Dahir al-Umar), interprétée longtemps comme les restes d’un château de l’époque des croisades s’est avérée une église byzantine,. Des fouilles, en 1932, ont révélé une inscription sur le sol en mosaïque de l'église  datant de 555,,. Suhmata  avait probablement une population chrétienne au moins jusqu’à l’arrivée des sassanides en Palestine (614-627 de notre ère),. 
Les croisés se référaient au village comme Samueth or Samahete. En 1179,  Baudoin IV confirma la vente par la vicomtesse Petronella d’Acre  de maisons, de vignobles et de jardins dans  Samueth, ainsi que de quelques maisons du Castellum Regis au comte Josselin III d'Édesse, l’oncle de  Baudoin IV,  pour la somme de 4 500 besants,.  Ronnie Ellenblum remarque cependant que l’existence d’un établissement  franc à  Suhmata  à cette époque est peu probable.

## Période ottomane
En 1875, à la fin de la domination ottomane sur la région, le géographe et explorateur français  Victor Guérin visita « Soukhmata », notant que  « ce village, divisé en deux quartiers distincts, occupe deux collines voisines l’une de l’autre et entre lesquelles s’étend un grand birkeh, en partie creusé dans le roc et en partie bâti. L’une de ces collines est couronnée par les restes d’une fortesse flanquée de tourelles et qui avait été construire avec de simples moellons ; elle renfermait plusieurs magasins souterrains, une mosquée et des salles diverses. La fondation en est attribuée à Dhaber el-A’mer. Aujourd’hui, elle est aux trois quarts démolie, et sur l’emplacement où elle s’élevait croissent des vignes et du tabac, ». Il estime la population à 500 musulmans et deux familles chrétiennes. 
En 1881, le Survey of Western Palestine du  Fond d’exploration de la Palestine décrit Suhmata comme « un village, construit en pierre, contenant environ 400 musulmans, situé sur une crête et sur la pente d’une colline, entouré de figuiers, d’oliviers et de terres arabes ; il y plusieurs citernes et une source à proximité ». Une école élémentaire pour garçons fut fondé dans le village en 1886. Un recensement de 1887 environ indique quant à lui une population de 1500 habitants, dont 1400 musulmans et 100 chrétiens.

## Palestine mandataire
Pendant la période du mandat britannique en Oalestine, une école d'agriculture fut établie à Suhmata. Il s'y trouvait aussi des écoles, une mosquée, une église, deux bassins d'irrigation alimentés par l'eau pluviale, qui restèrent opérationnels jusqu'en 1948. 
Dans le recensement de 1922 mené par les autorités britanniques,  Submata  était doté d'une population de  632 : 589 musulmans (273 hommes et 316 femmes) et 43 chrétiens melkites (22 hommes et 21 femmes) . La population s'était accrue  lors du recensement suivant, en 1931, à 796 habitants, dont 752 musulmans et 44 chrétiens melkites, répartis dans 175 maisons.
Plus de 70% du village est rocheux et non cultivé, couvert de chênes et de poiriers sauvages. La partie agricole était plantée de blé, d'orge, de maïs, de tabac et de légumes. Le tabac de Suhmata était particulièrement réputé pour sa qualité.
Lorsqu'en 1945, des statistiques furent établies par les autorités britanniques, Suhmata avait une population de 1130 personnes : 1060 musulmans et 70 chrétiens. La totalité des 17 056 dounams (soit 17,056 km2) de terres du village sont attribuées aux musulmans dans ce recensement, sauf 7 484 dounams de terrains non cultivables publics et de voies de transports. Aux céréales étaient alloués 3 290 dounams (soit 3,29 km2, tandis que 1 901 dounams (1,9 km2) étaient irrigués ou consacrés à des vergers ; 135 dounams étaient occupés par des bâtiments et les maisons.

## La guerre de 1948 et ses suites

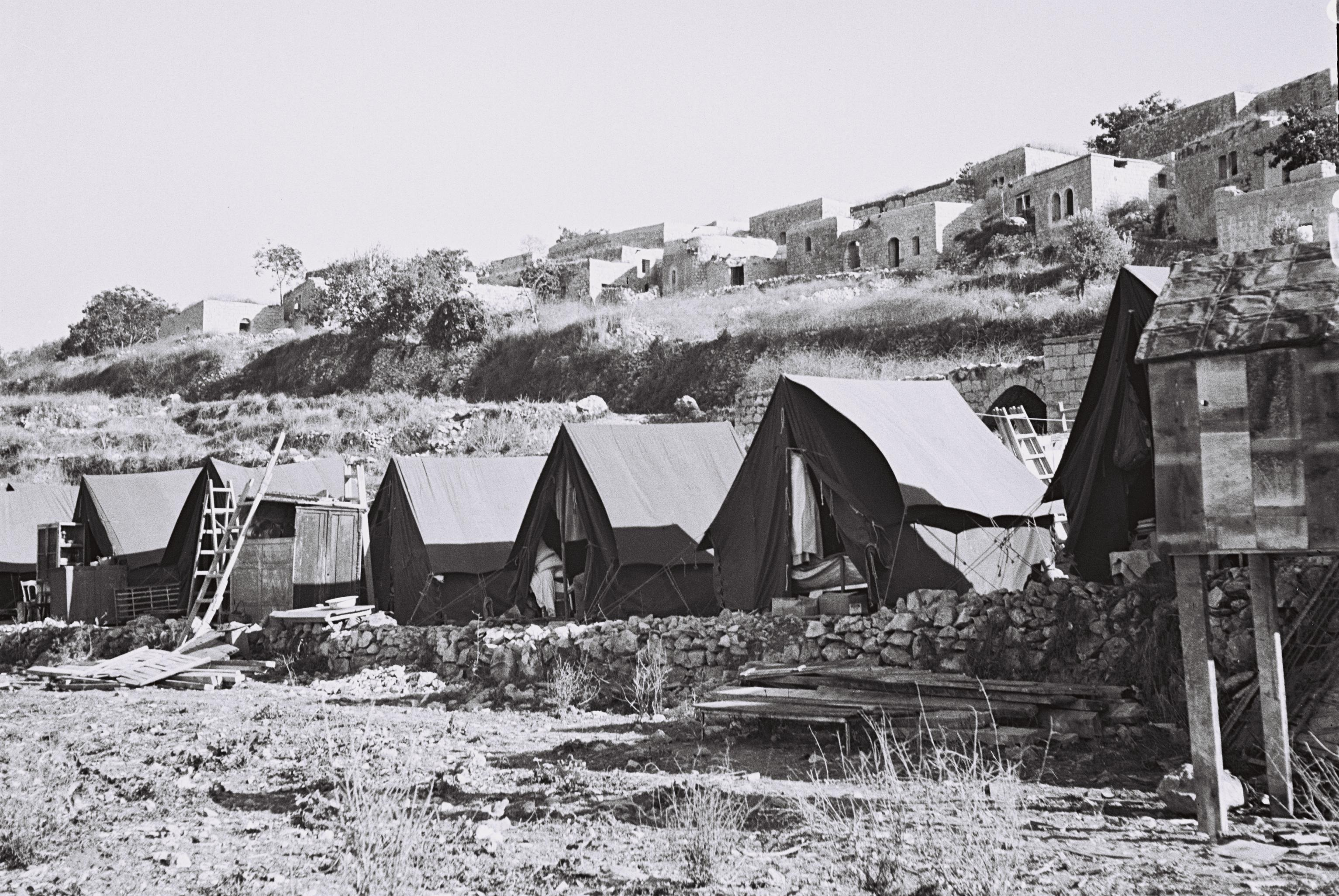
Colons juifs à Suhmata, 1949

Pendant l'opération Hiram, le 30 octobre 1948, le 1er bataillon de la brigade Golani prit d'assaut le village ; les habitants s'enfuirent et le village fut laissé en ruine.
Un comité de dénomination établi par le Fonds national juif, qui opéra de 1948 à 1951 avant son incorporation dans un comité de dénomination gouvernemental du nouvel état israélien, renomma Suhmata « Hosen », qui signifie  « Force ». Selon l'historien israélien Meron Benvenisti, le comité choisit ce nouveau nom symbolique après avoir déterminé qu'il n'existait pas de connexion établie entre le village de Suhmata et un établissement humain juif historique.
En 1992, l'historien palestinien Walid Khalidi, visitant le site, décrivit : « Le site est couvert de débris et de murs cassés des maisons en pierre écroulées, tous éparpillés parmi les oliviers qui poussent ici. Un château et un mur qui ont probablement été construits par les Croisés sont encore debout. Le château est sur un endroit élevé sur le côté oriental du site, et le mur enclôt le quartier ouest. Les terres voisines sont en partie couvertes de forêts et en partie utilisées comme pâturages. »
Les anciens habitant de Suhmata formèrent un comité de village en 1993, pour coordonner les actions des bénévoles. Le comité du village a conduit une enquête chiffrée sur la population déplacée de Suhmata et sa distribution en Israël. Le village a aussi fait l'objet d'une pièce de théâtre, Sahmatah, par Hanna Eady et Ed Mast,.